# 分
分（ふん、英: minute）、単位記号 min は、時間の非SI単位であり、60秒に等しい。分は、国際単位系 (SI) ではSI併用単位（国際単位系 (SI) と併用できる非SI単位）となっている。計量法では、時間の法定計量単位の一つである。

## 概要
1 分は 1 時間の 1/60 であり、1 秒の 60 倍である。ただし時刻としては、協定世界時 (UTC) において閏秒が適用された場合、1 分が 59 秒または 61 秒で終わる。

## 記号
単位記号は、英語の minute を略した min である（「min.」とピリオドを付してはならない。）。この記号は国際単位系でも計量法でも同じである。非標準の記号として「′ 」が使われることもあるが、これは角度の単位の分の記号である。
天文学、暦学、航海術などでは、単位記号として m が用いられることがある（赤経#概要）。例えば暦象年表では、分(時)の略符を「m」としており、太陽の視赤経の値として、「18h46m53.s385」などとしている。この記号「m」については、国際単位系国際文書では、単位記号の規定は必須（mandatory）であるとして、「min」以外の記号は禁止している。

## 歴史
古代において、時間の基本となる単位は日であった。それが24に分割されて「時間」という単位が生まれた。後に、より細かな時間の分割が必要になり、分と秒という単位が作られた。「分」「秒」という単位が最初に見られるのは、精密な機械式時計が発明された 1250年ごろで、ラテン語でそれぞれ pars minuta prima（第一の細かな部分）、pars minuta secunda（第二の細かな部分）と呼ばれた。ここから、分は英語で minute、秒は second minute と呼ばれるようになり、後に秒は単に second と呼ばれるようになった。
分が1時間を60分割しているのは、バビロニア発祥の六十進法によるものである。現代のような十進法による小数の概念が発表されるのは、ヨーロッパ数学においては1585年の事であり、それ以前は1未満の数を表す場合は分数を用いるか、もしくはバビロニア数学からの導入である六十進法の小数（分母を60の累乗に固定した分数）を用いるか、どちらかであった。
ただし当時の機械式時計も、現在ほど正確に時を刻む訳ではなく、そもそも秒針が存在せず、さらには分針が存在する時計も少なかった。この時代の「分」や「秒」は、あくまで天文学や、航海における速度計算などの、概念上の存在であった。
分や秒が概念上の存在ではなく、実際に時計で計測される時間の単位となった（そこまで時計の精度が向上する）のは、1656年にクリスティアーン・ホイヘンスが振り子時計を製作して以降の事である。分と言う時間の単位が市民の生活に現れたのは、鉄道の開通以降のことである。複数の列車が特定の駅ですれ違うための運行ダイヤグラムの作成のためには、時だけでは不足であった。
上述のような事情により、本来の分の定義は「1/60 時間」であるが、SI では秒が時間の基本単位であるため、分の定義は「60 秒」である。